# Gordon Ramsay
Gordon James Ramsay (født 8. november 1966 i Johnstone i Skotland) er en skotsk kok kendt fra tv-programmer som Gordon Ramsey's Kitchen Nightmares og Hell's Kitchen. Hans restauranter har modtaget Michelin-stjerner, og han er blandt verdens mest anerkendte kokke og har for øjeblikket syv michelinstjerner. Gordon Ramsay har nu 23 restauranter. Hans signaturrestaurant, Restaurant Gordon Ramsay i Chelsea har haft tre michelinstjerner siden 2001.
Som helt ung forsøgte Gordon Ramsay sig som fodboldspiller, men fik en knæskade og skiftede som 19-årig til kok. Han blev udlært ved Marco Pierre White, der havde Harveys i London.
Ramsay er vært i tv-programmer om madlavning og fødevarer som den britiske serie Hells Kitchen, The F Word, Ramsay bedste restaurant og Ramsays Kitchen Nightmares og amerikanske versioner af Hells Kitchen, Kitchen Nightmares og MasterChef.